# Mohammad Samimi
Mohammad Samimi (persisch محمد صمیمی; * 29. März 1987 in Schahr-e Kord) ist ein ehemaliger iranischer Leichtathlet, der sich auf den Diskuswurf spezialisiert hat. Auch sein älterer Bruder Abbas und sein jüngerer Bruder Mahmoud waren als Diskuswerfer aktiv. Seinen größten Erfolg feierte er mit dem Gewinn der Goldmedaille bei der Sommer-Universiade 2009.

## Sportliche Laufbahn
Erste internationale Erfahrungen sammelte Mohammad Samimi im Jahr 2006, als er bei den Juniorenasienmeisterschaften in Macau mit einer Weite von 61,52 m mit dem leichteren 1,75-kg-Diskus die Goldmedaille gewann. Anschließend startete er bei den Juniorenweltmeisterschaften in Peking und sicherte sich dort mit 63,00 m die Silbermedaille. Im Jahr darauf nahm er an der Sommer-Universiade in Bangkok teil und belegte dort mit 55,57 m den neunten Platz. Zwei Jahre später siegte er dann mit einem Wurf auf 65,33 m bei den Studentenweltspielen in Belgrad und gewann anschließend bei den Asienmeisterschaften in Guangzhou mit 64,01 m die Silbermedaille hinter seinem Landsmann Ehsan Hadadi. Auch bei den Asienspielen ebendort im Jahr darauf sicherte er sich mit 63,46 m die Silbermedaille hinter Hadadi. 2011 startete er bei den Weltmeisterschaften in Daegu, schied dort aber mit 61,10 m in der Qualifikationsrunde aus. 2013 gewann er bei den Asienmeisterschaften in Pune mit 61,93 m erneut die Silbermedaille, diesmal hinter dem Inder Vikas Gowda und anschließend sicherte er sich auch bei den Islamic Solidarity Games in Palembang mit 62,19 m die Silbermedaille hinter Landsmann Hadadi. Im Jahr darauf nahm er erneut an den Asienspielen in Incheon teil und klassierte sich dort mit einem Wurf auf 60,37 m auf dem vierten Platz. 2017 gelangte er bei den Asienmeisterschaften in Bhubaneswar mit 59,80 m auf Rang fünf und 2019 bestritt er in Teheran seinen letzten offiziellen Wettkampf und beendete damit seine aktive sportliche Karriere im Alter von 31 Jahren.
2018 wurde Samimi iranischer Meister im Diskuswurf.